# Ånnaboda
Ånnaboda är örebroarnas och närkingarnas friluftscentrum i Kilsbergen. Härifrån utgår vintertid ett av Svealands största spårsystem för längdskidåkning. Ånnaboda är målplats för skidtävlingen Wadköpingsloppet.
Sommartid är Ånnaboda en populär plats för bad och skogsaktiviteter. Flera stora tävlingar i orientering och längdskidåkning har arrangerats i Ånnaboda, som t.ex 10-Mila 2022 och svenska mästerskapen 2015 för längdskidåkning. I februari 2024 anordnades både det traditionsenliga Wadköpingsloppet samt Ungdoms-SM. Första helgen i juni varje år arrangeras här Classic Motor Festival för veteranfordonsentusiaster.

## Ånnaboda friluftsgård
Friluftsgården är ritad av den tyskfödde arkitekten Werner Taesler och uppfördes i mitten av 1960-talet. Han engagerade sig i Skid- och friluftsfrämjandet och bidrog till att skapa en anläggning för sommar- och vinteraktiviteter med kommunen som huvudman.

## Naturreservatet Ånnaboda

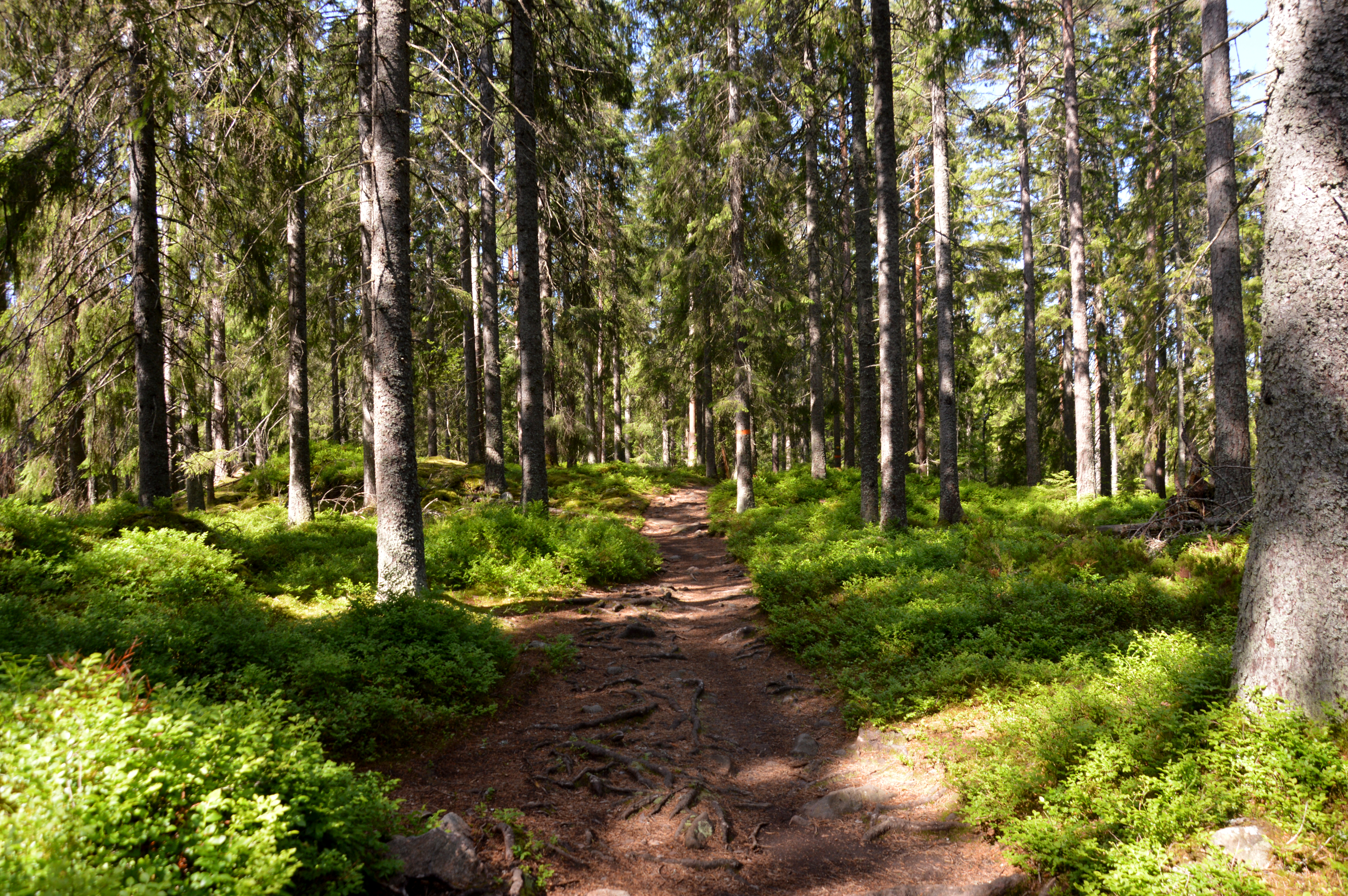
Skogsstig genom Ånnaboda.

I anslutning till Ånnaboda finns ett 240 ha stort naturreservat som bildades 2003. Reservatet karaktäriseras av dramatiska bergsbranter, gammal barrskog, myrar och bäckar, men också lätt tillgängliga stränder och badplatser runt Ånnabodasjön. Bergslagsleden går igenom naturreservatet.

## Moshyttan (Ånnabohyttan)
Moshyttan ligger utefter vägen mellan Filipshyttan och Ånnaboda i Tysslinge socken. Moshyttan var en bergsmanshytta som uppbyggdes år 1622 av sex bergsmän. Under första tiden kallades den Ånnabohyttan. Efter att ha brunnit ner år 1671 byggdes den åter upp och ägdes år 1684 av tolv bergsmän. Man tog malm från Dalkarlsberg och Hässelkulla. År 1800 brann det i hyttan igen, och den byggdes därefter inte upp. Hyttelaget fortsatte därefter blåsningar i Lockhyttan och Ymningshyttan.

## Historiska bilder

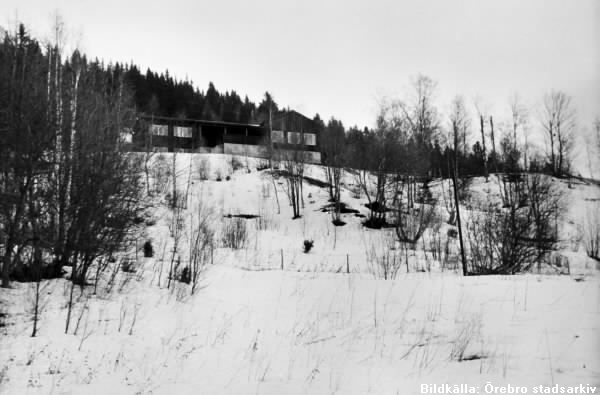
Ånnaboda på 1950-talet
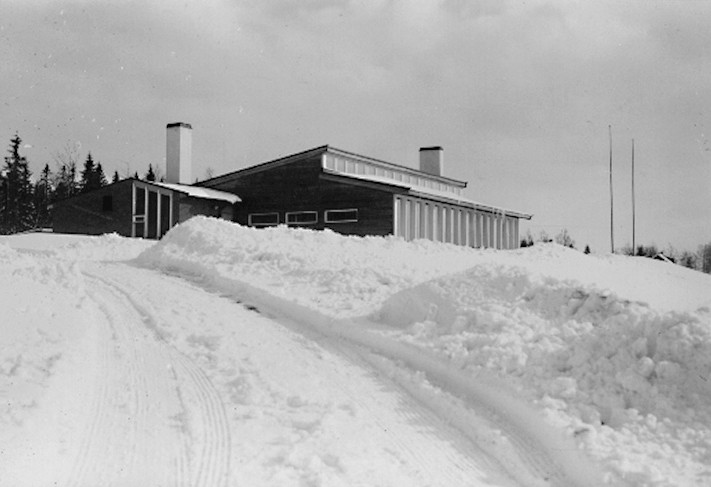
Ånnaboda friluftsgård
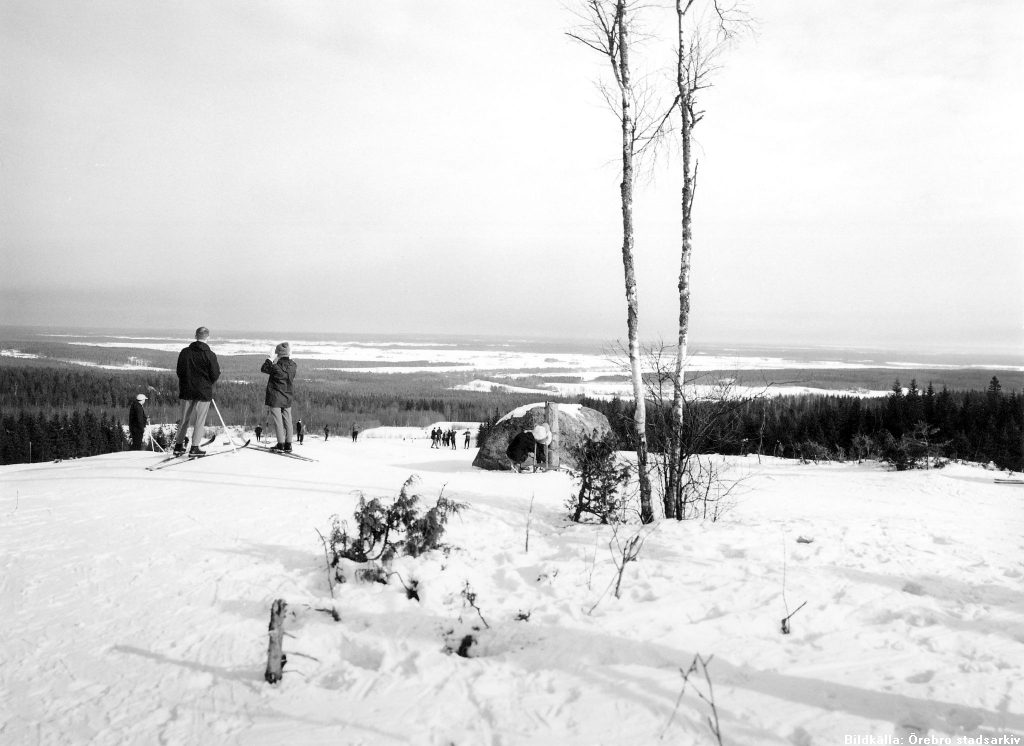
Ånnaboda-backen år 1962
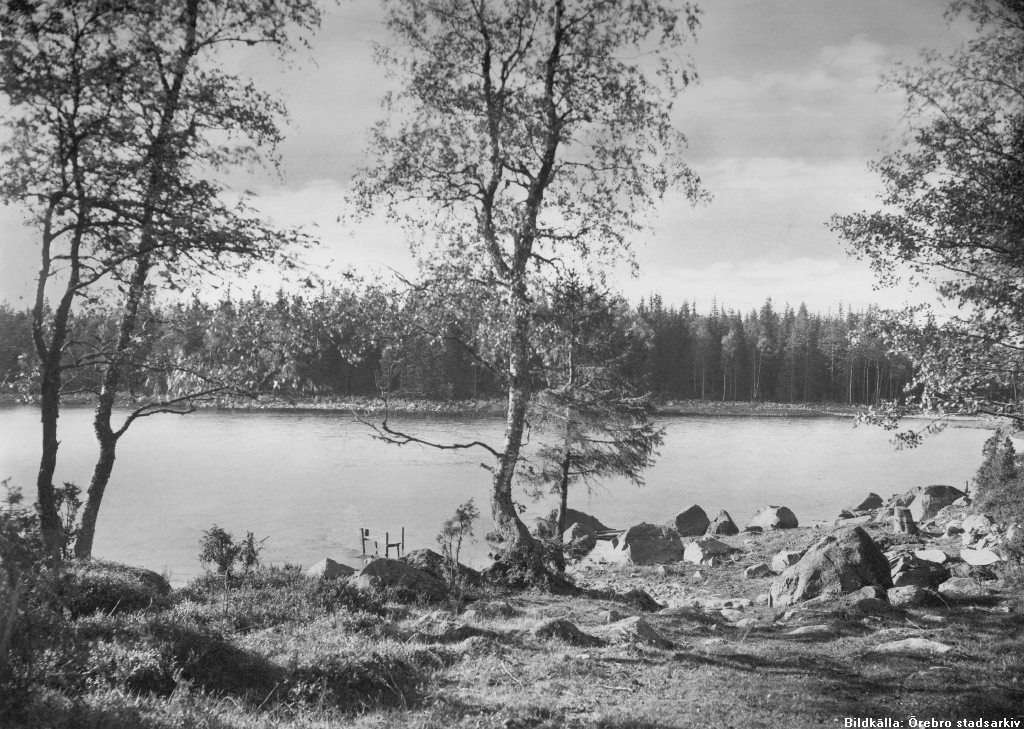
Södra Ånnabodasjön på 1930-talet